# Herbert Chapman
Pour les articles homonymes, voir Chapman.
Herbert Chapman, né le 19 janvier 1878 à Sheffield et mort le 6 janvier 1934 à Londres, était un footballeur puis entraîneur de football anglais. C'est surtout sur sa qualité d'entraîneur que Chapman reste dans l'histoire du football.
Il fait partie des quatre entraîneurs à avoir remporté le championnat d'Angleterre avec deux clubs différents (avec Tom Watson, Brian Clough et Kenny Dalglish).

## Biographie

### Carrière modeste de footballeur
La carrière de footballeur de Chapman reste modeste, débutée à la fin du XIXe siècle, il devient professionnel en 1901 à Northampton Town FC puis effectue des passages à Sheffield United FC, Notts County FC ou Tottenham Hotspur FC entre autres.

### Débuts de sa carrière d'entraîneur
En 1907, il devient entraîneur-joueur de Northampton Town FC, deux ans plus tard il remporte le championnat de Southern League.
En 1912, il rejoint Leeds City FC et y devient secrétaire général du club du Nord de l'Angleterre. Le club réalise ses meilleurs résultats de son histoire en championnat, mais sept ans plus tard en 1919 le club est reconnu coupable de paiements illégaux avec des joueurs adverses durant la Première Guerre mondiale et se voit exclu du championnat, Chapman quant à lui se trouve banni un certain temps.
En septembre 1920, il revient dans le football en devenant secrétaire général de Huddersfield Town FC puis manager en 1921, il permet au club de remporter à deux reprises le championnat d'Angleterre en 1924 et 1925 et une fois la coupe d'Angleterre en 1922. Durant ce laps de temps, Chapman permet une évolution du poste de manager, en effet c'est la fin de l'époque des secrétaires-managers et le début de l'ère des entraîneur-manager et il peut se considérer comme l'un des premiers à occuper ce poste.

### Chapman et Arsenal FC
Après son deuxième titre de championnat en 1925 avec Huddersfield Town FC, Chapman rejoint Arsenal FC et y modernise complètement le jeu en introduisant un nouveau schéma tactique : la formation en W-M, cette adaptation tactique est liée à la modification de la loi du hors-jeu. Par ailleurs, il s'impose dans tous les domaines du club, les entraînements de l'équipe première, les tactiques mises en place en match et les affaires courantes du club (comme le choix de renommer l'arrêt de métro le plus proche d'Arsenal en persuadant le conseil municipal).
Sur le plan des résultats, il permet au club de se construire un palmarès : trois titres de championnats d'Angleterre en 1931, 1933 et 1934 (il décèdera au cours de cette saison), et une coupe d'Angleterre en 1930.
C'est également quelqu'un qui réfléchit beaucoup sur le football et ses possibles améliorations. Il est par exemple l'inventeur des crampons et des protèges tibias.

### Chapman et la sélection nationale

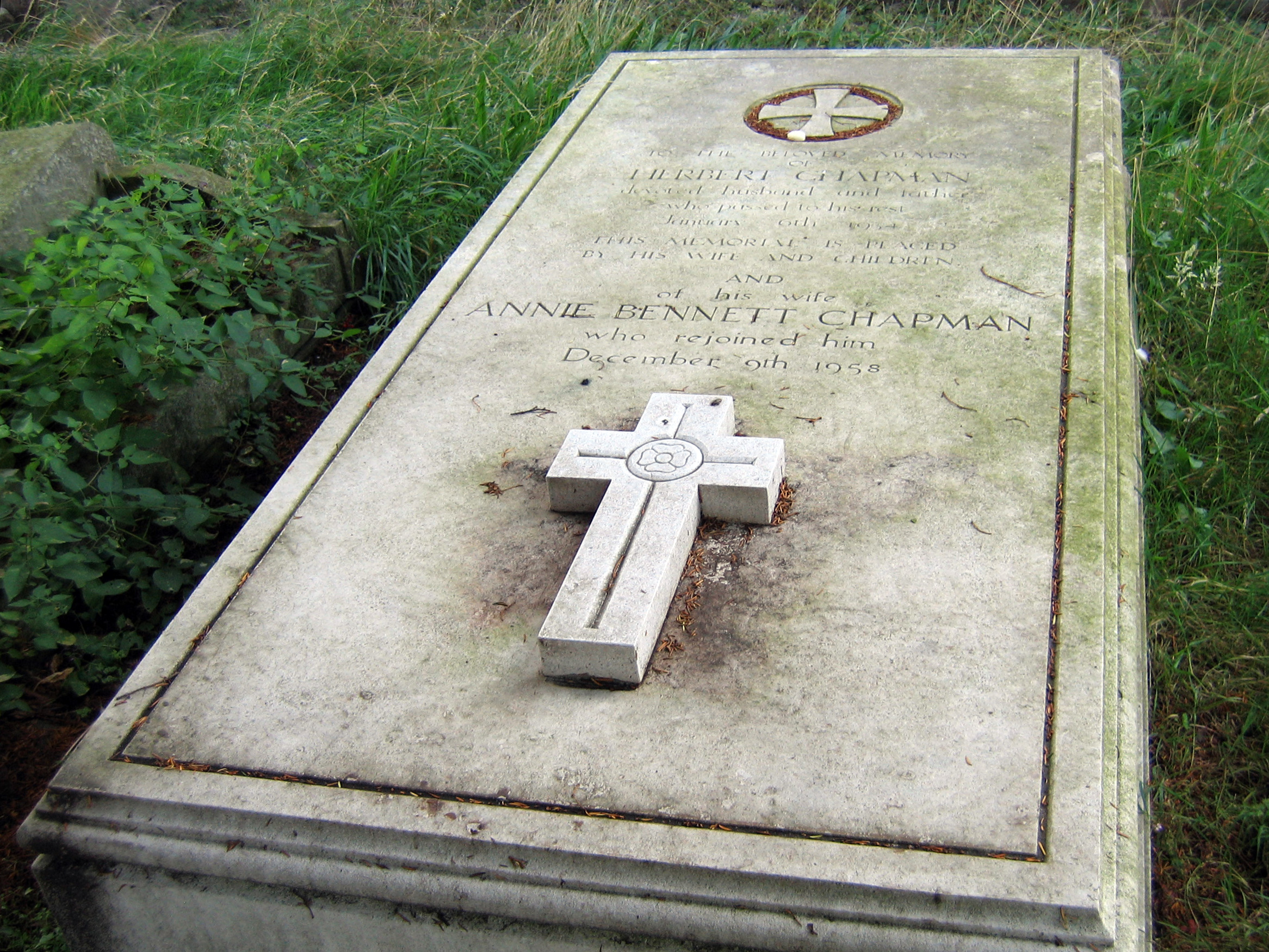
Tombeau de Chapman à Hendon, Londres

En parallèle à sa carrière en club, Chapman devient en 1933 le premier entraîneur professionnel entraîneur de l'équipe d'Angleterre à l'occasion d'un match face à l'équipe d'Italie.
Chapman décède le 6 janvier 1934 d'une pneumonie, alors que ses Gunners enlèvent un nouveau titre de champion d'Angleterre en 1934.
Il est enterré dans l'église de Hendon en Londres.